# Rue Louis-Calmel
La rue Louis-Calmel est une voie de communication située à Gennevilliers. Elle suit la tracé de la route départementale 11.

## Situation et accès
Cette rue commence son tracé au carrefour de la route départementale 19, où se trouve la station de métro Les Agnettes sur la ligne 13 du métro de Paris qui assure sa desserte.
Elle délimite au nord le quartier du fossé de l'Aumône et se termine dans l'axe du boulevard Zéphirin-Camélinat, au carrefour de l'avenue Gabriel-Péri et de la rue Jean-Jaurès.

## Origine du nom

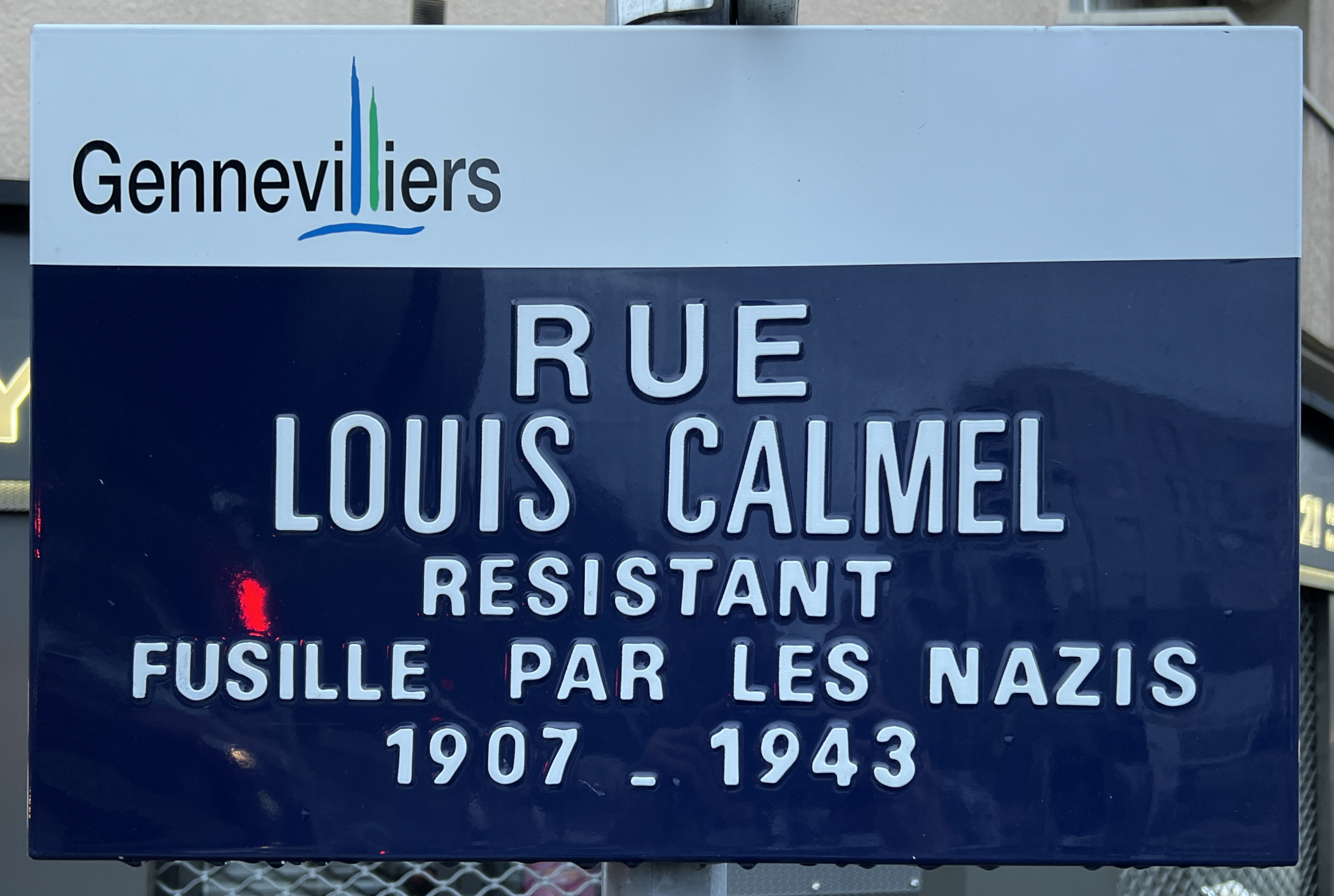
Plaque Rue Louis Calmel, 2022.

En septembre 1947, cette voie a été renommée en hommage à Louis Calmel, résistant. Arrêté le 4 décembre 1940 pour tirage de tracts, il est condamné à 6 mois de prison. Il rejoint ensuite les FTP, est arrêté une deuxième fois et interné au fort de Romainville. Il est fusillé comme otage le 2 octobre 1943 au Mont-Valérien.

## Historique
Cette rue est l'ancien chemin de La Garenne-Colombes à Gennevilliers, plus tard renommé rue de Bois-Colombes.
Le quartier est urbanisé à partir des années 1960, par de grands ensembles et des barres HLM.
Les années 1970 voient naître le Centre Administratif Culturel et Commercial qui regroupe la mairie, la salle des Fêtes, divers équipements tels que la Direction des Impôts et le centre musical Edgar-Varèse ainsi qu'un hypermarché. Une voie souterraine est percée entre la rue Louis-Calmel et l'avenue de la Libération afin de desservir l'hypermarché, le parking de la Mairie et certains sites de stockage.

## Bâtiments remarquables et lieux de mémoire
- Hôtel de ville de Gennevilliers, construit en 1973[6].
- Cité des Agnettes, construite en 1974[7].
- Église Notre-Dame-des-Agnettes de Gennevilliers. En 2021, un presbytère lui est adjoint[8].